# Langenorla
Langenorla ist eine Gemeinde im thüringischen Saale-Orla-Kreis. Sie besteht aus den Ortsteilen Langendembach, Kleindembach und Langenorla mit insgesamt etwa 1.500 Einwohnern auf einer Fläche von 22,71 km².
Die Nordgrenze der Gemeinde bildet gleichzeitig einen Teil der Grenze zum Saale-Holzland-Kreis.

## Geografie
Die Gemeinde befindet sich im Orlatal in den südlichen Ausläufern des nördlichen Buntsandsteinvorlandes des Thüringer Schiefergebirges. Die Ortsteile Langenorla und Kleindembach liegen im Orlatal selbst, während Langendembach etwas weiter östlich landschaftlich reizvoll im engen Tal des Floßbaches liegt, der in Kleindembach in die Orla mündet.
Langendembach liegt mit durchschnittlich 265 m Höhe etwa 80 m über den restlichen Ortsteilen. Die Gemeinde ist von bis zu 400 m hohen Bergen umgeben.

### Nachbargemeinden
Angrenzende Gemeinden sind (im Saale-Holzland-Kreis) Freienorla, Hummelshain, Trockenborn-Wolfersdorf und (im Saale-Orla-Kreis) Neustadt an der Orla, Lausnitz bei Neustadt an der Orla, Oppurg, die Stadt Pößneck und Krölpa.

## Geschichte
Langenorla wurde erstmals am 18. Juni 1123, Kleindembach 1366 und Langendembach am 11. November 1299 urkundlich erwähnt. Ab 1572 gehörte die Gemeinde durch die Erfurter Teilung zum Herzogtum Sachsen-Weimar. 31 Jahre später, im Jahre 1603, fiel sie an das Herzogtum Sachsen-Altenburg. Im Jahr 1651 erwarb das Langenorlaer Rittergut Joachim Ernst von Beust, der ein Schloss im Renaissance-Stil errichten ließ. Von 1672 bis 1826 war sie Territorium von Sachsen-Gotha-Altenburg. Ab 1826 bis zur Gründung Thüringens im Jahre 1920 war Langenorla erneut Teil von Sachsen-Altenburg. Mit der Gebietsreform im Jahre 1922 kam die Gemeinde zum Landkreis Saalfeld. Rittergut und Schloss gingen in den 1930er Jahren von den Beust an die Familie von Raven über.

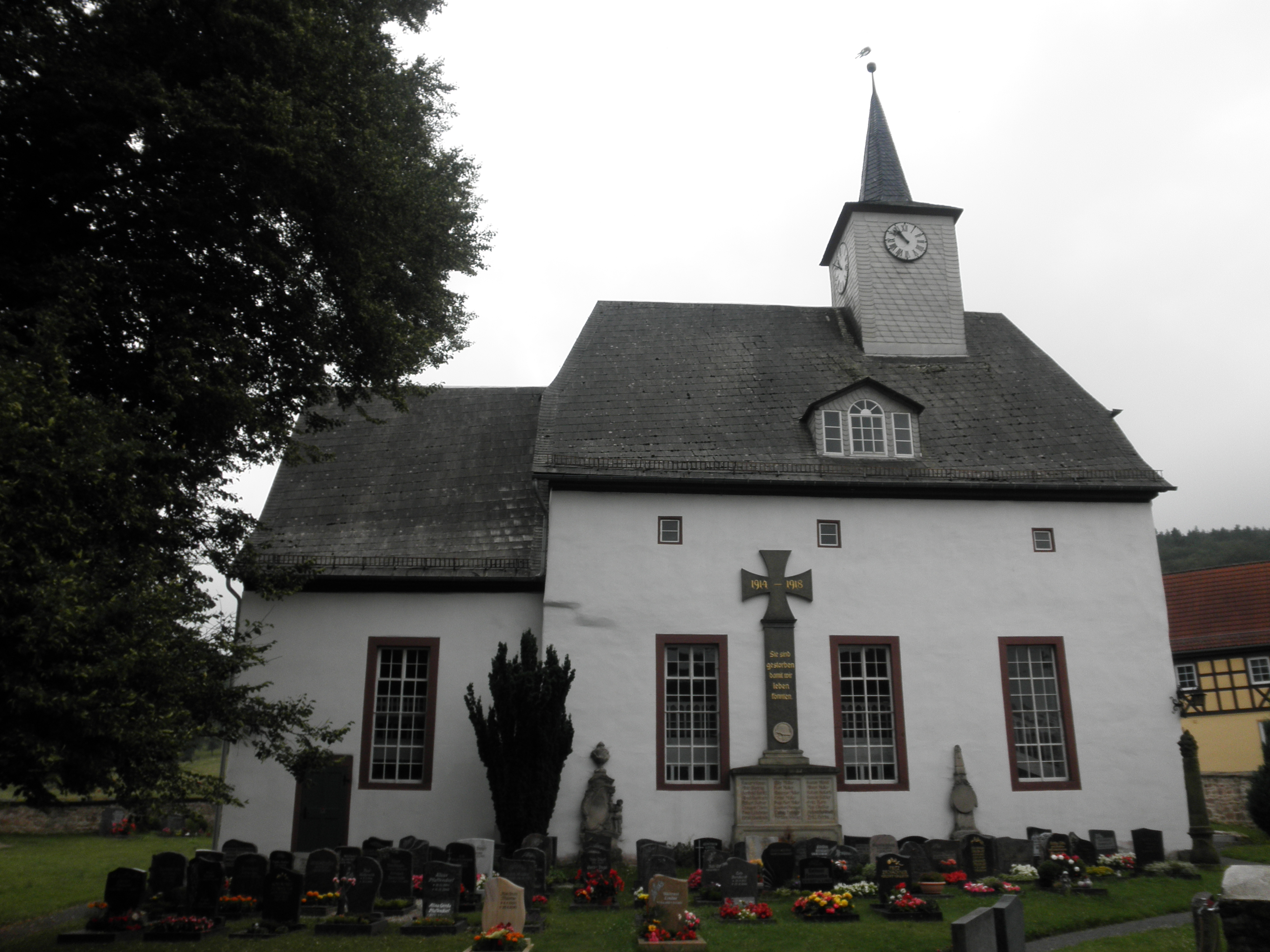
Kirche in Langenorla mit Kriegerdenkmal

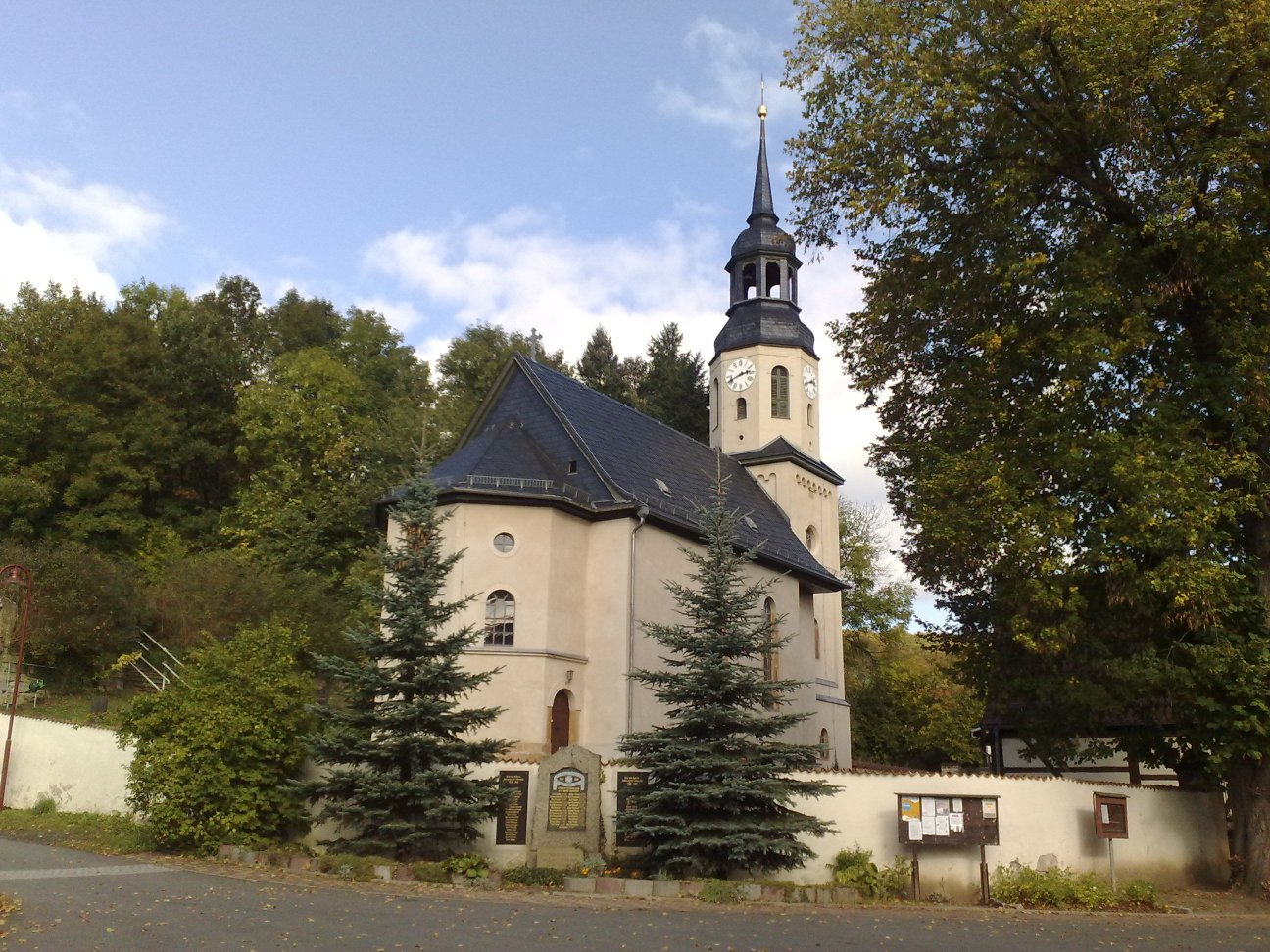
Neoromanische Dorfkirche zu Langendembach

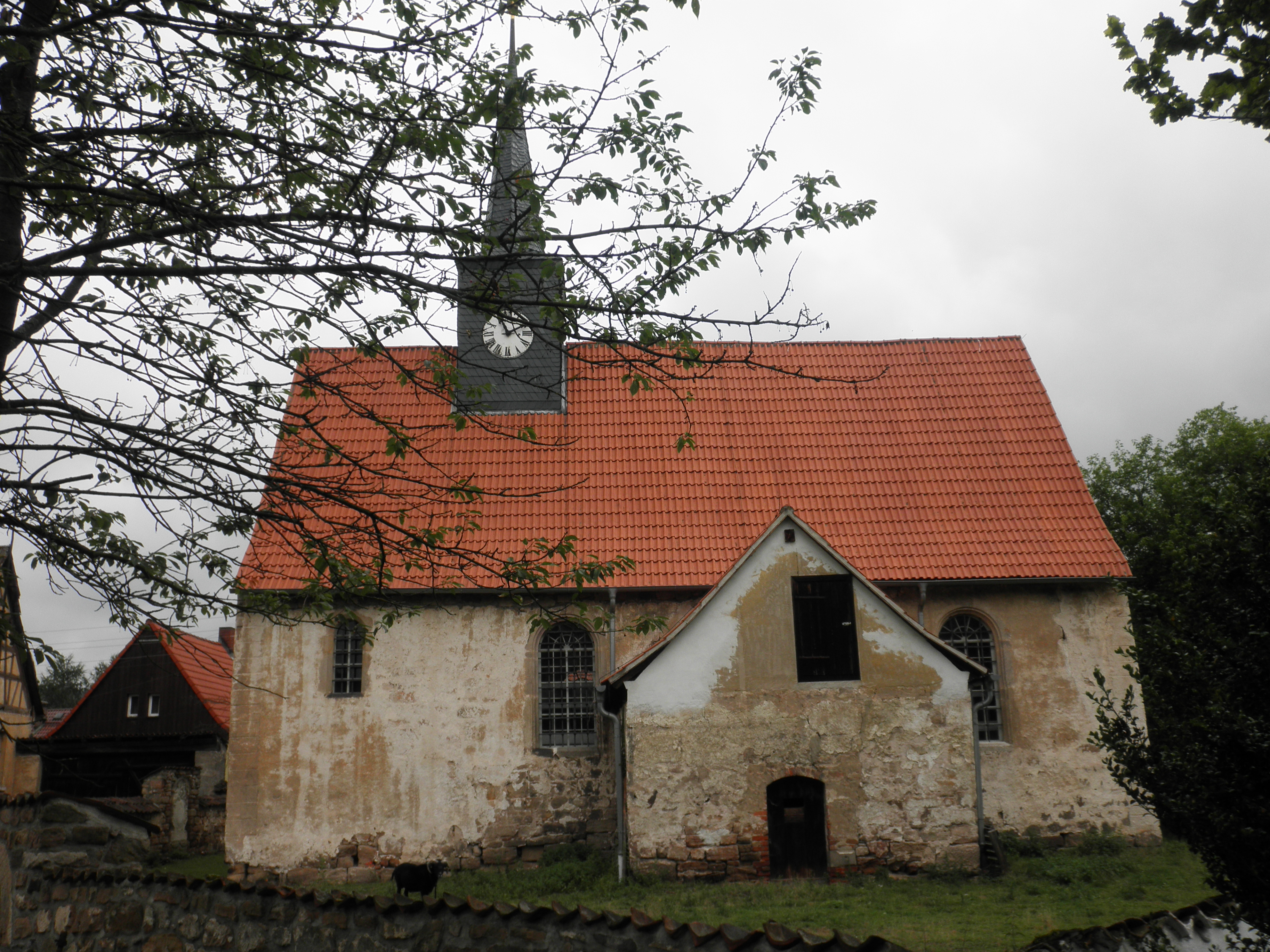
Kirche in Kleindembach

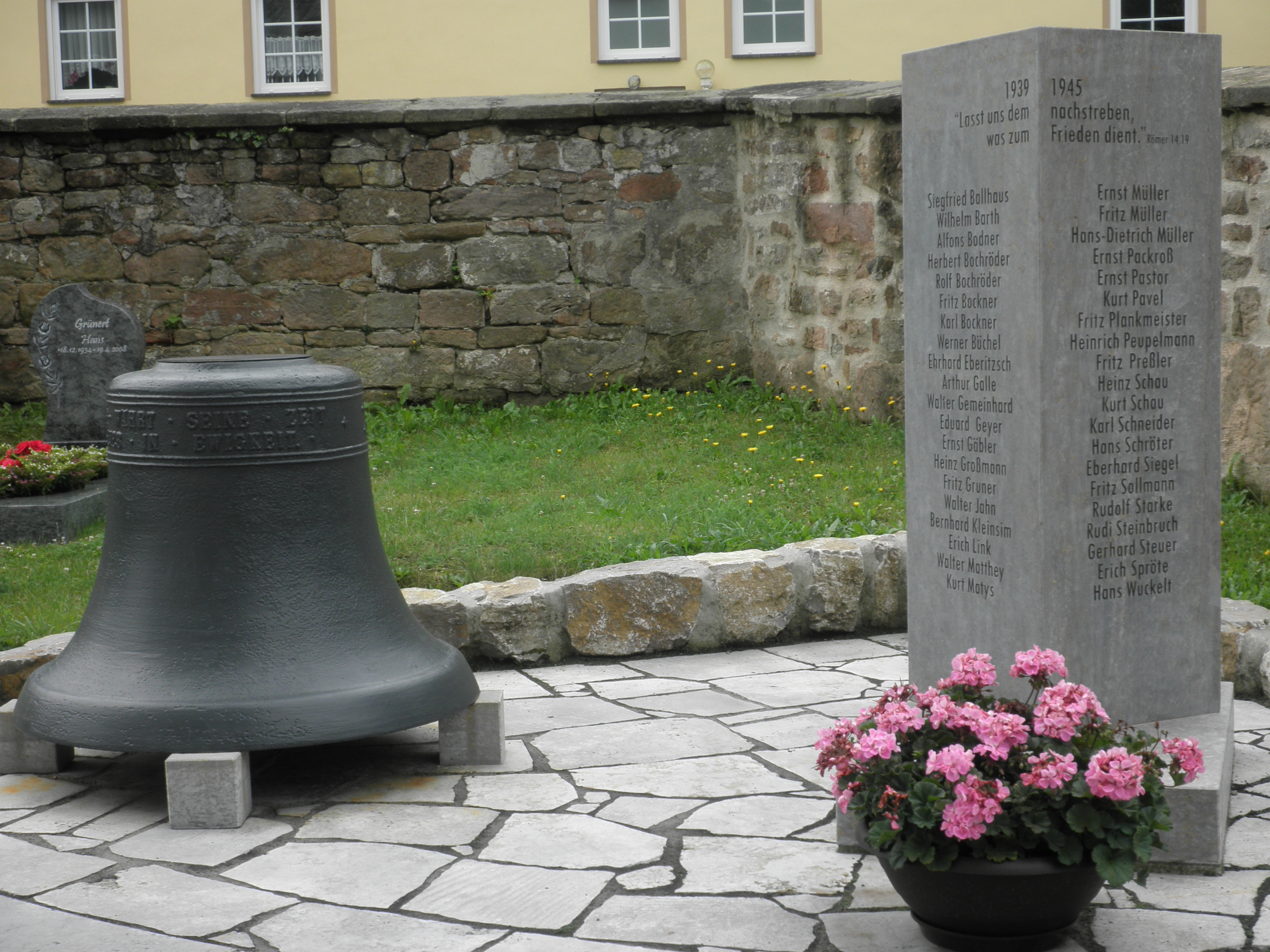
Denkmal für die Opfer des Zweiten Weltkriegs in Langenorla

Im April 1945  besetzte die US-Armee das Gebiet, an deren Stelle Anfang Juli die Rote Armee trat. So machte Langenorla alle gesellschaftlichen Veränderungen in SBZ und DDR mit, einschließlich Enteignungen, Aufteilung des Ritterguts, Zerstörung des Schlosses und spätere Kollektivierung der Landwirtschaft.
Am 1. Juli 1950 wurden die bis dahin eigenständigen Gemeinden Kleindembach und Langendembach eingegliedert. Diese gehörten vor 1920 dem Neustädtischen Kreis (Bezirk V) des Großherzogtums Sachsen-Weimar-Eisenach an.
Die Aufteilung des Landes Thüringen in die Bezirke Gera, Erfurt und Suhl ging 1952 mit einer eine erneuten Gebietsreform einher. Ab diesem Zeitpunkt gehörte das Gemeindegebiet dem Kreis Pößneck an, welcher 1994 Teil des Saale-Orla-Kreises wurde.
Aufgrund des Waldreichtums im Gemeindegebiet hat die Verarbeitung von Holz eine lange Tradition. Bis Mitte des 20. Jahrhunderts wurde unter anderem im Wald östlich von Langendembach Holz eingeschlagen und mit dem Floßbach, der davon seinen Namen erhielt, nach Langenorla ins Sägewerk geflößt.
In den 1980er Jahren wurde das Bett des Floßbaches zum Zwecke des Hochwasserschutzes zum Teil mit Beton eingefasst und verbreitert, da er streckenweise inmitten des Siedlungsgebiets verläuft.

### Einwohnerentwicklung
Entwicklung der Einwohnerzahl (Stand jeweils 31. Dezember):
| - 1994: 1.645 - 1995: 1.720 - 1996: 1.706 - 1997: 1.661 - 1998: 1.669 - 1999: 1.525 | - 2000: 1.527 - 2001: 1.513 - 2002: 1.497 - 2003: 1.494 - 2004: 1.492 - 2005: 1.501 | - 2006: 1.474 - 2007: 1.478 - 2008: 1.481 - 2009: 1.469 - 2010: 1.470 - 2011: 1.347 | - 2012: 1.319 - 2013: 1.303 - 2014: 1.279 - 2015: 1.278 - 2016: 1.257 - 2017: 1.244 | - 2018: 1.246 - 2019: 1.241 - 2020: 1.250 - 2021: 1.221 - 2022: 1.196 - 2023: 1.193 |

Datenquelle: Thüringer Landesamt für Statistik

## Politik

### Bürgermeister
Im September 2014 wurde Lars Fröhlich (damals SPD/Offene Bürgerliste) zum ehrenamtlichen Bürgermeister gewählt. Am 13. September 2020 wurde er als parteiloser Kandidat im Amt bestätigt.

### Wappen
Das Wappen wurde am 12. Oktober 1993 genehmigt.
Blasonierung: „Gespalten und hinten geteilt; vorn in Silber ein halber rotbefußter und -bezungter schwarzer Adler mit goldenem Wolfskopf am Spalt, hinten oben von Rot und Silber durch drei Spitzen gespalten, hinten unten in Blau ein schräglinker goldener Wellenbalken.“
Der Adler mit Wolfskopf war das Wappentier der Ortsgründer, der Herren von Orla, die im Mittelalter Raubritter waren. Die drei Spitzen stellen sowohl das Wappen des Adelsgeschlechtes von Boes (Raven/Beust) dar, als auch die drei Ortsteile. Das untere Feld symbolisiert den Wasserreichtum als Sinnbild des sprudelnden Lebens sowie der Wellenbalken als Verkörperung der Orla.
Das Wappen wurde vom Heraldiker Michael Zapfe gestaltet.

## Kultur und Sehenswürdigkeiten

### Sehenswürdigkeiten
- Kirche St. Blasius mit Denkmälern für die Gefallenen des Ersten und des Zweiten Weltkrieges und Kirchhof
- Dorfkirche Langendembach
- Dorfkirche Kleindembach, restaurierungsbedürftig (2011)
- Kriegerdenkmal für die Gefallenen beider Weltkriege im Ort Kleindembach

### Geschichtsdenkmale
Seit 1960 erinnert ein Gedenkstein auf dem Friedhof des Ortsteiles Kleindembach an 152 namentlich bekannte slowakische Opfer von Zwangsarbeit, die an den Misshandlungen und katastrophalen Lebensbedingungen bei der Arbeit in dem Rüstungsunternehmen REIMAHG gestorben sind. Wahrscheinlich waren insgesamt 450 Arbeitskräfte in der stillgelegten Porzellanfabrik untergebracht. Auf dem Friedhof des Ortsteiles Langenorla erinnern Grabdenkmale an drei italienische Häftlinge eines Todesmarsches aus dem KZ Buchenwald, die von SS-Männern im April 1945 ermordet wurden.

### Museen
Im Empfangsgebäude des Bahnhofs Langenorla Ost im Ortsteil Kleindembach befand sich von 1999 bis 2018 das Orlabahnmuseum, wo man sich in die Glanzzeit der Orlabahn  zurückversetzen konnte, die besonders im 19. Jahrhundert eine große Bedeutung als Gütertransportweg hatte.
Im Ortsteil Langendembach gibt es ein Heimatkundemuseum mit restaurierten Räumen aus Bauernhäusern, die das Leben der einfachen Bevölkerung bis Mitte des 20. Jahrhunderts in der Region veranschaulichen.

## Persönlichkeiten
- Hilmar Moser (1880–1968), Offizier, Generalleutnant
- Hermann von Beust (1815–1884), Rittergutsbesitzer und Abgeordneter